# Portalrubio de Guadamejud
Portalrubio de Guadamejud – gmina w Hiszpanii, w prowincji Cuenca, w Kastylii-La Mancha, o powierzchni 20,97 km². W 2011 roku gmina liczyła 48 mieszkańców.